# Гідробіологія
Гідробіоло́гія — комплексна біологічна наука, яка вивчає населення гідросфери, з'ясовує вплив факторів водного середовища на гідробіонтів, виявляє біологічні процеси, що відбуваються у водоймах внаслідок взаємодії біотичних і абіотичних компонентів. Досліджує структуру та функціонування водних екосистем, розподіл різних видів організмів у водоймах, їх біологічні особливості — ріст, розвиток, живлення, обмін речовин тощо, вивчає роль гідробіонтів у процесах трансформації речовини та енергії в екосистемах. Включає аутекологічні дослідження, спрямовані на вивчення екологічних особливостей особин певних видів водних організмів та їх взаємодії з довкіллям, демекологічні та синекологічні, що стосуються вивчення відповідно популяцій та біоценозів як надорганізованих біосистем, а також водних екосистем як структурно-функціональних одиниць біосфери.

## Напрямки досліджень
Популяційний і біоценотичний — вивчення структури та особливостей функціонування популяцій різних видів гідробіонтів, окремих біоценозів, біотичних угруповань водних екосистем.
Продукційно-енергетичний — дослідження закономірностей трансформації енергії та кругообігу речовини у водних екосистемах, з'ясування продуктивності водних організмів, розроблення методів прогнозування продуктивності водойм і заходів щодо її підвищення, обґрунтування теоретичних основ аквакультури та впровадження практичних рекомендацій, спрямованих на її раціональне ведення.
Санітарний — вивчення біологічних процесів, які зумовлюють якість води, та обґрунтування можливих шляхів керування цими процесами з метою охорони здоров'я людини при використанні водойм як джерела питної води, зон відпочинку тощо.
Екологічної фізіології та біохімії гідробіонтів — дослідження впливу чинників довкілля (зокрема й антропогенного походження) на метаболізм гідробіонтів, особливості їх функціонування у водоймах, з'ясування дії зазначених чинників на кругообіг хімічних речовин і процеси формування якості природних вод.
Токсикологічний — виявлення чинників, що зумовлюють токсичність вод, встановлення гранично припустимих для гідробіонтів концентрацій окремих токсикантів, вивчення механізмів їх дії.
Радіоекологічний — дослідження шляхів міграції радіонуклідів у водоймах, вивчення особливостей їх накопичення та виведення гідробіонтами, з'ясування характеру дії радіонуклідів на життєдіяльність певних груп організмів і водне населення загалом.
Системний — застосування методології системного аналізу в гідробіології. Розроблення підходів і методів, що забезпечують системні гідробіологічні дослідження: з'ясування загальних принципів організації біосистем у гідросфері, вивчення механізмів саморегуляції водних екосистем, що забезпечують їх цілісність і стійкість, моделювання сукцесійних та еволюційних процесів у гідроекосистемах.
Моніторинговий — опрацювання та впровадження методів екологічного моніторингу і систем біоіндикації в гідросфері, моніторингові дослідження за станом водних екосистем та їх біоти. Розроблення методів нормування антропогенного впливу на гідроекосистеми, прогнозування їх стану під впливом комплексу екологічних чинників.